# 王以培

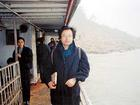
王以培

## 生平
王以培（1963年11月—），江苏南京人，诗人，作家，翻译家。

1983年-1990年先后就读于国际关系学院法语系，中国人民大学中文系读完本科以及研究生，1990年后毕业留校任教2018年5月。

1999年-2000年在巴黎第四大学学习研究比较文学。1995年获得中国人民大学首届青年教师讲课大赛第一名，1998年被《中国图书商报》评选为“中国十大新锐作家”之一。

曾经在欧洲各地旅游漂泊，回国后，基本上每一年都会去三峡一代采风，旅行，记述自己的所见所闻。随后结集出版了四本有关三峡的书籍。他的著作还包括小说，法文翻译作品等。

## 主要著作
- 《这一夜发生了什么》（诗集，作家出版社，1994）
- 《转场》（旅行文学，东方出版社，1995）
- 《基督与解脱》（学术专著，作家出版社，1996）
- 《守灵》（小说，鹭江出版社，1998）
- 《灰狗》（旅行文学，东方出版社，1998）
- 《寺庙里的语言》（散文诗集，东方出版社，1998）
- 《潜水衣与蝴蝶》（合译，作家出版社，1998）
- 《兰波作品全集》（翻译，东方出版社，1999）
- 《大钟亭》（小说，中国青年出版社，2000）
- 《游吟》（旅行文学，中国青年出版社，2001）
- 《游》（《LeVoyage》）（学术专著，上海文化出版社、法国DescleedeBrouwer出版社，2003）
- 《三峡记忆》（摄影文献集，上海文化出版，2003）
- 《白帝城》（淹没区的现实、历史及神话传说，中国青年出版社，2004）
- 《水位139米》（淹没区的历史及神话传说，山东画报出版社，2005年）
- 《新田白水溪》（古镇简明镇志，包括神话传说、船歌民谣、历史古迹、人物自述、地名来源等，山东画报出版社，2005年）

作者. . 中国人民大学在职研究生网. 2011-01-10  [2011年11月15日] （中文）.

## 研究方向
主要为欧美文学

## 主要科研项目与课题
从世界文学看当代中国的发展与变迁，寻找失落的精神家园
长江边的神话与传说
三峡淹没区的文化遗产

## 目前开设课程
法语与法语诗歌、大学汉语等

## 评价
一句"诗写不出来了！"，亮出了王以培的真实身份。他至今依然做着文学梦，相信文学可以帮助社会和心灵找到平衡。王以培在三峡找到的不仅是精神的出路，而且也是现实的道路。他现在的心态如此平和，是因为他终于找到一件既值得做，又能做的事情。他以前可不是这样的。王的好友，剧作家张广天曾经在一篇自传中说道："以培写诗，写得叫苦不迭"。那时的他把自己比作监狱中最后的囚徒，是三峡改变了他，给了他希望，给了他力量。难怪他每年都要不顾一切地去那里，因为那座快要淹没的白帝城就是他的庙宇，他去那里朝拜，并用手中的笔，告诉我们的后代这里曾经发生过什么事情。——摘自《王以培去三峡朝圣的诗人》袁越. . 新浪网. 2005年10月27日: 1  [2011年11月15日]. （原始内容存档于2016年3月4日） （中文）.